# یوکی تامورا
یوکی تامورا (ژاپنی: 田村 祐基؛ زادهٔ ۳۱ دسامبر ۱۹۸۵) یک بازیکن فوتبال اهل ژاپن است.
از باشگاه‌هایی که در آن بازی کرده‌است می‌توان به باشگاه فوتبال سانفریس هیروشیما، باشگاه فوتبال اهیمه، باشگاه فوتبال گیفو و باشگاه فوتبال گاینار توتوری اشاره کرد.